# Romina Reyes
Romina María de los Ángeles Reyes Ayala (Santiago, 6 de noviembre de 1988) es una escritora, periodista y guionista chilena. Ha sido destacada por su estilo literario, íntimo, oscuro y que recrea el espíritu desesperanzado de su generación. Ha trabajado en medios chilenos como The Clinic, Revista Paula, Revista Caras, y en el suplemento "M" de Las Últimas Noticias. En 2017 adaptó Reinos a una película del mismo nombre, estrenada en Bafici.

## Biografía
Nació en Santiago y creció en la comuna de Recoleta, en una familia de clase media. Su padre es periodista radial y su madre profesora de historia. Es hermana de la también periodista y conductora de noticieros Valentina Reyes.
Realizó sus estudios secundarios en el liceo de niñas Carmela Carvajal de Prat, en Providencia.
Estudió periodismo en la Universidad de Chile, donde fue compañera de generación de figuras como Simón Boric, Javiera Vallejo (hermana de la ministra vocera y exdiputada Camila Vallejo), y el cineasta Peyalo Lira, con quien colaboraría más tarde en la adaptación cinematográfica de su libro Reinos.
En 2017 entró a estudiar literatura en la Universidad de Buenos Aires, ciudad en la que vivió hasta 2019.
Desde 2019 reside en Santiago de Chile, donde ha colaborado para periódicos y revistas como The Clinic, Paula y Anfibia, donde ha abordado temáticas de género, política y actualidad desde una mirada feminista.

## Carrera literaria
Desde niña sintió interés por la literatura y el acto de escribir. Siguió diversos talleres literarios en su adolescencia que marcaron su vocación.
En 2007 obtuvo una mención honrosa en el concurso de literatura juvenil Roberto Bolaño, del Consejo Nacional de la Cultura y las Artes (actual Ministerio de las Culturas, las Artes y el Patrimonio); en 2009 obtuvo el primer lugar del concurso literario Juegos Florales Gabriela Mistral, de la Municipalidad de Santiago. En 2011 fue finalista del concurso de cuentos de Revista Paula, y obtuvo el tercer lugar en el concurso de cuentos de la Universidad de la Frontera, en Temuco.
En 2014 publicó su primer libro, Reinos, ganador del premio a los mejores cuentos inéditos 2013 del Fondo del Libro, y que es una serie de seis relatos sobre ser joven en Chile, con sus miedos y frustraciones. Su obra debut fue aplaudida por la crítica literaria en Chile y en Sudamérica. Fue reeditada por el editorial Forma de Uruguay en 2022.
En 2016, Reyes fue parte de la delegación chilena de escritores que participaron de la Feria Internacional del Libro de Lima, junto a conocidos autores y periodistas como Oscar Contardo, María Olivia Monckeberg y Alejandra Costamagna.
En 2017 Reinos fue adaptada y llevada al cine en el largometraje del mismo nombre. Se estrenó en la Competencia Internacional del festival BAFICI en Buenos Aires, donde la actriz Daniela Castillo recibió el premio a la mejor actuación por su papel protagónico. Reyes participó como guionista de la cinta.
Ríos y provincias (2019) fue su primera novela de ficción, donde abordó parte de su relación con su madre y su propia sexualidad. La novela además contiene elementos de la literatura de los hijos, y aborda la forma de vida de las mujeres durante los años de dictadura. 
En 2022 lanzó Frágil, expuesta, una publicación donde aborda la poesía y su mundo más privado.
Desde 2022, realiza talleres literarios para públicos diversos.

## Obras
- Reinos (2014), Santiago, Editorial Montacerdos.
- Ríos y provincias (2019), Santiago, Editorial Montacerdos.
- Parecíamos eternas (2020), Santiago, Ediciones HambreHambreHambre.
- Manifiesto: privilegios y agravios de ser bisexual (2021), Santiago, Ediciones HambreHambreHambre.
- Frágil, expuesta (2022), Santiago, Ediciones Libros del Cardo.